# París-Tours 1998
La París-Tours 1998 fue la 92.ª edición de la clásica París-Tours. Se disputó el 4 de octubre de 1998 y el vencedor final fue el francés Jacky Durand del equipo Casino.
Fue la novena carrera de la Copa del Mundo de ciclismo de 1998.

## Clasificación general
|    | Ciclista             | Equipo                         | Tiempo        |
| -- | -------------------- | ------------------------------ | ------------- |
| 1  | Jacky Durand         | Casino                         | 5 h 45 min 14 |
| 2  | Mirko Gualdi         | Polti                          | + 2           |
| 3  | Jaan Kirsipuu        | Casino                         | + 31          |
| 4  | Stefano Zanini       | Mapei-Bricobi                  | m. t.         |
| 5  | Nicola Minali        | Riso Scotti-MG Boys Maglificio | m. t.         |
| 6  | Max van Heeswijk     | Rabobank                       | m. t.         |
| 7  | Alessandro Bertolini | Coficis                        | m. t.         |
| 8  | Yo Planckaert        | Lotto-Mobistar                 | m. t.         |
| 9  | André Korff          | Festina-Loto                   | m. t.         |
| 10 | Jean-Patrick Nazon   | La Française des Jeux          | + 32          |